# Жозеф Альказар
Жозеф Альказар (фр. Joseph Alcazar; нар. 15 червня 1911, Оран, Французький Алжир — пом. 4 квітня 1979) — французький футболіст, що грав на позиції нападника. Учасник другого чемпіонату світу.

## Клубна кар'єра
Вихованець футбольної школи клубу «Атлетік Ліберті» (Оран). 1927 року переїхав з Алжиру до Франції. Протягом дев'яти сезонів виступав за марсельський «Олімпік». Чудово взаємодіяв з партнерами по лінії нападу Емілем Жермані, Вільмошем Кохутом і Йожефом Ейзенгоффером.
У 1932 році була створена професіональна ліга і в перших турнірах команда була одним із лідерів французького футболу. Двічі поспіль «Олімпік» грав у фіналах національного кубка. У вирішальному матчі турніру 1934 року сильнішим виявився «Сет» (на гол Еміля Жермані Іштван Лукач відповів «дублем»). Наступного року була здобута переконлива перемога над «Ренном» (3:0).
У складі національної команди дебютував 25 січня 1931 року. На стадіоні у Болоньї французи зазнали нищівної поразки від збірної Італії (0:5). «Хет-триком» відзначився легендарний нападник господарів поля Джузеппе Меацца. Протягом наступних трьох років провів ще вісім ігор і потрапив до заявки на світову першість в Італії.
Другий чемпіонат світу проходив за кубковою схемою. Вже на першому етапі, жереб виявився безжальним для французів — збірна Австрії, один з головних претендентів за звання найсильнішої команди планети. Жан Ніколя відкрив рахунок у грі, але на останній хвилині першого тайму Маттіас Сінделар поновив рівновагу. Основний час завершився внічию, а в додаткові півгодини голи Шалля і Біцана змусили збірну Франції поїхати додому.
У січні наступного року провів свій останній, одинадцятий матч, у складі збірної Франції — поразка від іспанців у Мадриді (0:2).
В сезоні 1936/37 захищав кольори «Олімпіка» з Лілля. Всього в першому дивізіоні провів 117 матчів, забив 74 м'ячі. В наступних двох сезонах виступав за «Ніццу» — команду другого дивізіону.
У роки Другої світової війни проводився лише кубок, а також різноманітні регіональні турніри. У цей час Жозеф Альказар виступав за «Ніццу», марсельський «Олімпік», «Олімпік» з Авіньйону, «Шато Гомбер», «Сан-Тропе». У першому повоєнному сезоні захищав кольори команди «Екс».

## Досягнення
- Чемпіон Франції (1): 1929
- Володар кубка Франції (1): 1935
- Фіналіст кубка Франції (1): 1934

## Статистика
Статистика виступів в офіційних матчах:
| Сезон             | Команда           | Чемпіонат | Чемпіонат | Чемпіонат | Кубок | Кубок | Збірна | Збірна |
| Сезон             | Команда           | Ліга      | Ігри      | Голи      | Ігри  | Голи  | Ігри   | Голи   |
| ----------------- | ----------------- | --------- | --------- | --------- | ----- | ----- | ------ | ------ |
| 1927/28           | «Олімпік» М       | —         | —         | —         | 4     | 1     | —      | —      |
| 1928/29           | «Олімпік» М       | —         | —         | —         | 1     | 1     | —      | —      |
| 1929/30           | «Олімпік» М       | —         | —         | —         | 6     | 5     | —      | —      |
| 1930/31           | «Олімпік» М       | —         | —         | —         | 5     | 5     | 1      | 0      |
| 1931/32           | «Олімпік» М       | —         | —         | —         | 2     | 1     | 4      | 1      |
| 1932/33           | «Олімпік» М       | Д-1       | 16        | 14        | 2     | 1     | —      | —      |
| 1933/34           | «Олімпік» М       | Д-1       | 23        | 19        | 9     | 19    | 5      | 1      |
| 1934/35           | «Олімпік» М       | Д-1       | 26        | 22        | 5     | 1     | 1      | 0      |
| 1935/36           | «Олімпік» М       | Д-1       | 25        | 12        | 4     | 1     | —      | —      |
| 1936/37           | «Олімпік» Л       | Д-1       | 27        | 7         | 2     | 1     | —      | —      |
| 1937/38           | «Ніцца»           | Д-2       | 22        | 16        | 5     | 4     | —      | —      |
| 1938/39           | «Ніцца»           | Д-2       | 37        | 16        | 2     | 2     | —      | —      |
| 1939/40           | «Ніцца»           | —         | —         | —         | 3     | 3     | —      | —      |
| 1940/41           | «Ніцца»           | —         | —         | —         | 2     | 1     | —      | —      |
| 1941/42           | «Олімпік» М       | —         | —         | —         | 2     | 3     | —      | —      |
| Усього за кар'єру | Усього за кар'єру | Д-1       | 117       | 74        | 54    | 49    | 11     | 2      |
| Усього за кар'єру | Усього за кар'єру | Д-2       | 59        | 32        | 54    | 49    | 11     | 2      |

Чемпіонат світу 1934 року:
| 1/8 фіналу 27 травня 1934 |

| Австрія                           | 3 — 2 | Франція                       |
| --------------------------------- | ----- | ----------------------------- |
| Сінделар 45' Шалль 93' Біцан 109' | Звіт  | Ніколя 18' Верр'є 115' (пен.) |

| «Муніципальний стадіон Беніто Муссоліні» (Турин) Глядачів: 10 000 |

Австрія: Петер Платцер, Франц Цізар, Карл Сеста, Франц Вагнер, Йозеф Смістик (), Йоганн Урбанек, Карл Цишек, Йозеф Біцан, Маттіас Сінделар, Антон Шалль, Рудольф Фіртль. Тренер — Гуго Майсль
Франція: Алексіс Тепо (), Жак Мересс, Етьєн Маттле, Едмон Дельфур, Жорж Верр'є, Ноель Льєтер, Фріц Келлер, Жозеф Альказар, Жан Ніколя, Роже Рйо, Альфред Астон. Тренери — Гастон Барро, Джордж Кімптон.